# Toumisji
Toumisji (georgiska: თოუმიში) är ett vattendrag i Georgien. Det ligger i regionen Abchazien, i den västra delen av landet, 300 km väster om huvudstaden Tbilisi.